# James Parkinson
James Parkinson (* 11. April 1755 in Hoxton (London); † 21. Dezember 1824 in London) war ein britischer Arzt, Chirurg und Paläontologe. Nach ihm wurde die 1817 von ihm beschriebene Paralysis agitans mit Parkinson-Krankheit benannt.

## Leben
Geboren als ältestes von drei Kindern des Apothekers und Chirurgen John Parkinson und dessen Ehefrau Mary Parkinson (geborene Dale) studierte er von 1776 bis 1784 Medizin im London-Hospital, wobei Parkinson bereits während des Studiums in der Praxis des Vaters mitarbeitete. Nach dem in Edinburgh abgelegten Examen und dem Tod seines Vaters 1784 übernahm er dessen floriende Praxis am Hoxton Square, hörte aber weiterhin auch Vorlesungen, unter anderem 1785 bei John Hunter (1728–1793), einem der berühmtesten Chirurgen seiner Zeit, der sich auch aktiv politisch für Freiheit und Gerechtigkeit engagierte. 1787 wurde James Parkinson Mitglied der Medical Society in London.
Unter dem Pseudonym „Old Hubert“ veröffentlichte Parkinson um die Zeit der Französischen Revolution antiroyalistische Pamphlete und wurde Mitglied der „Society for Constitutional Information“ sowie der „London Corresponding Society United for the Reform of Parliamentary Representation“ – beides politische Vereinigungen, die unter anderem für eine grundlegende Steuer- und Gefängnisreform eintraten. Parkinson wurde zudem Mitarbeiter einer privaten Irrenanstalt.
1799 und 1800 publizierte Parkinson dann gleich fünf mehr oder weniger umfangreiche medizinische Werke. 1799 unter dem Titel Medical Admonitions ein etwa 500 Seiten umfassendes „Hausbuch“, das sich mit gesundheitlichen Ratschlägen an ein medizinisches Laienpublikum richtete. Ebenfalls 1799 unter dem Titel Chemical Pocket-Book ein Kompendium der herrschenden Lehrmeinungen auf dem Gebiet der Chemie. 1800 erschien eine leichter verständliche und um 400 Seiten gekürzte Fassung der Medical Admonitions unter dem Titel The Villager's Friend and Physician. Im selben Jahr erschienen noch die Bücher Dangerous Sports, ein Kinderbuch, das vor Unfallgefahren warnt sowie The Hospital Pupil, eine kritische Auseinandersetzung mit der damaligen Ausbildungspraxis von Medizinern. Zudem berichtete Parkinson über den Missbrauch von Kindern und befasste sich mit psychischen Erkrankungen und der Einweisungspraxis für davon betroffene Patienten.
James Parkinson und sein Sohn John veröffentlichten 1812 den ersten englischen Bericht über die Appendizitis (Entzündung des Wurmfortsatzes am Blinddarm) als Todesursache.

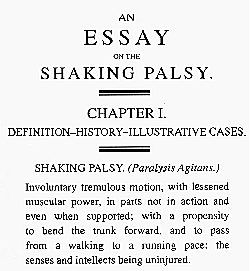

Seine bekannteste medizinische Veröffentlichung aber ist die Arbeit An Essay on the Shaking Palsy (Eine Abhandlung über die Schüttellähmung) von 1817, in der Parkinson erstmals die Symptome der später nach ihm benannten neurologischen Erkrankung beschreibt. Parkinson selbst bezeichnete sie wegen des bei vielen Patienten auffälligen Ruhetremors als „Schüttellähmung“ (Paralysis agitans). Der Ausdruck „Parkinson-Krankheit“ (auch „Parkinson-Syndrom“, „Morbus Parkinson“ oder „Parkinsonismus“) wurde zum ersten Mal 1865 von William Sanders vorgeschlagen und spätestens 1884 von dem französischen Psychiater Jean-Martin Charcot (1825–1893) öffentlich etabliert.
Neben seiner medizinischen Arbeit betätigte sich Parkinson auch als Geologe und Paläontologe. Er baute eine umfangreiche Mineralien- und Fossiliensammlung auf, die über die Grenzen Englands hinaus Berühmtheit erlangte und veröffentlichte zwischen 1804 und 1811 ein dreibändiges Werk mit dem Titel Organic Remains of a Former World sowie 1822 ein paläontologisches Lehrbuch mit dem Titel Outlines of Oryctology. Mit dem Chemiker Humphry Davy und Anderen gründete er 1807 die Geological Society of London.
Parkinson wurde am 29. Dezember 1824 auf dem Friedhof der St.-Leonard's-Kirche im Londoner Stadtteil Shoreditch beerdigt, wo noch heute ein Gedenkstein an ihn erinnert.

## Werke
- Medical admonitions addressed to families respecting the practice of domestic medicine and the preservation of healt. London 1799.
- Medical Admonitions, with observations on the excessive indulgence of children. 2. Auflage. 2 Bände. London 1799.
- The Chemical Pocket-Book, or Memoranda Chemica. London 1799.
- The Hospital Pupil, or An essay intended to facilitate the Study of Medicine and Surgerey. In four letters. London 1800.
- Dangerous Sports. London 1800.
- Hints for the Improvement of Trusses. London 1802.
- Organic Remains of a Former World. 3 Bände. London 1804–1811.
- Observations on the Nature and Cure of Gout. London 1805.
- Mad-Houses. Observations on the Act for Regulating Mad-houses and a correction of the statements of the case of Benjamin Elliott, convicted of illegally confining Mary Daintree: with remarks addressed to the friends of insane persons. London 1811.
- An Essay on the Shaking Palsy. London 1817 (online).
  - Reprint in: M. Critchley: James Parkinson (1755–1824). 1955, S. 145–218;
  - deutsche Übersetzung: Eine Abhandlung über die Schüttellähmung. von Ute Schlie, als Anhang zu Norbert J. Pies: James Parkinson (1755–1824). 1988.
  - Eine Abhandlung über die Schüttellähmung. (zweisprachige Ausgabe, dt./engl., Norderstedt 2009, ISBN 978-3-8370-2207-0)
- Outlines of Oryctology. London 1822.